# В. И. Ленин. Страницы жизни
В. И. Ленин. Страницы жизни — советский документально-игровой телесериал (1982—1988) режиссёра Виктора Лисаковича.

## Содержание
В 27 сериях документального сериала рассказывается история жизни Ленина с рождения до кончины. В качестве консультанта картины выступил советский философ, профессор Г. Л. Смирнов.
Советские критики отмечали как внешнее сходство Николая Губенко с Лениным, так и то, что ему удалось создать «убедительный художественный образ», а Валентина Светлова, помимо деловитости, и «преданности делу революции наделяет Надежду Константиновну ещё и привлекательной женственностью».
В комментариях зрителей  сериала на видеохостингах часто сможете увидеть оценку: "Удачная попытка ударить Лениным по Сталину". Подобная тенденциозность подкрепляется обилием документальных источников, цитируемых популярными в 1980-е годы актёрами сериала. 
В конечных сериях уже без опоры на письменные источники исполнители главных ролей переходят к личным (сценариста) оценочным суждениям. Словам, высказанным якобы не исполнителями, но настоящими историческими персонажами. Как тут не  вспомнить красноречивое высказывание Владимира Ильича Ленина: "Важнейшим из искусств является кино".
Целостное восприятие киноработы от таких манипуляций общественным мнением безусловно страдает в своей объективности. Однако, стоит отметить факт огромного труда создателей сериала, историографически передавших основные этапы жизни Владимира Ильича Ленина в единой киноленте. Вместе с тем, стоит помнить для понимания значения личности этого человека объективности ради стоит смотреть не фильмы о Ленине и не читать книги о нём. Но читать книги самого Ленина.
Отдельная, дополнительная серия фильма (1987) включала все сохранившиеся и известные на тот момент документальные кадры с участием В. И. Ленина, предоставленные Институтом марксизма-ленинизма при ЦК КПСС.

## Серии
Глава 1. «Симбирская трилогия (1870—1887 гг.)»
- Фильм 1-й — «Зову живых!» (19.04.1983 г.)
- Фильм 2-й — «Отчий дом» (20.04.1983 г.)
- Фильм 3-й — «Тяжелые времена» (21.04.1983 г.)

Глава 2. «Однажды выбранный путь (1887—1893 гг.)»
- Фильм 1-й — «В свои семнадцать лет»
- Фильм 2-й — «Встреча»
- Фильм 3-й — «Зрелость»

Глава 3. «Вступая в двадцатый век»
- Фильм 1-й — «Пробил час»
- Фильм 2-й — «Путь сибирский дальний»

Глава 4. «Из искры… (1900—1907 гг.)»
- Фильм 1-й — «Ветер свободы»
- Фильм 2-й — «Мы — большевики»
- Фильм 3-й — «На штурм самодержавия»

Глава 5. «Годы тревог и борьбы. 1907—1917 гг.»
- Фильм 1-й — «Бой абсолютно неизбежен» (5 августа 1987 г.)
- Фильм 2-й — «Собирая силы заново» (6 августа 1987 г.)
- Фильм 3-й — «Война войне» (7 августа 1987 г.)

Глава 6. «И наступил 1917-й»
- Фильм 1-й — «Есть такая партия»/«На руинах империи» (7 ноября 1986 г.)
- Фильм 2-й — «Октябрю навстречу»/«Восстание как искусство» (8 ноября 1986 г.)
- Фильм 3-й — «В свой решительный и последний»/«Октябрьский вихрь» (9 ноября 1986 г.)

Глава 7. «Дни равные годам»
- Фильм 1-й — «В истории впервые»
- Фильм 2-й — «Революционный держите шаг»
- Фильм 3-й — «1918, весна»

Глава 8. «Революция защищается»
- Фильм 1-й — «Велик и страшен был год восемнадцатый»
- Фильм 2-й — «Когда буря достигла бешеной силы»

Глава 9. «От войны к миру»
- Фильм 1-й — «Ветер победы»
- Фильм 2-й — «Время победы»

Глава 10. «Всматриваясь в двадцатые»
- Фильм 1-й — «Новость пути»
- Фильм 2-й — «Прощание»
- Фильм 3-й — «Горестный январь двадцать четвертого»

## В главных ролях
- Михаил Глузский — текст от автора
- Николай Губенко — Ленин
- Валентина Светлова — Крупская
- Елена Тонунц — Инесса Арманд
- Юрий Богатырёв — Илья Николаевич Ульянов
- Евгений Киндинов — Чернышевский